# Tech N9ne
Аарон Донтез Йейтс (Aaron Dontez Yates) більш відомий як Tech N9ne - американський репер з Канзас-Сіті, штат Міссурі.